# Gare de Laval
Gare de Laval – stacja kolejowa w Laval, w departamencie Mayenne, w regionie Kraj Loary, we Francji. Znajduje się na linii Paryż – Brest. Dzisiaj jest stacją Société nationale des chemins de fer français (SNCF) obsługiwaną przez TGV Atlantique i pociągi regionalne TER Pays de la Loire.
Położona jest na wysokości 70 m n.p.m., na linii Paryż-Brest, pomiędzy stacjami Louverné i Genest.